# Club Athletico Paranaense
Maillots
Actualités
Le Club Athletico Paranaense est un club brésilien de football basé à Curitiba dans l'État du Paraná.

## Historique
- 1924 : fondation du club à la suite de la fusion du América Foot-Ball Club et du Internacional Futebol Clube.
- 1997 : Destruction du vieux Stade Joaquim-Américo-Guimarães, le nouveau stade sera inauguré en 1999.
- 2000 : Première participation à la Copa Libertadores.
- 2001 : Premier titre de Champion du Brésil.
- 2005 : Finaliste de la Copa Libertadores, le club ne put jouer le match  aller de la finale à domicile, son stade n'ayant à l'époque pas la capacité minimale de 40000 places, suivant les exigences de la Confédération sud-américaine de football et était obligé d'aller à Porto Alegre.
- 2006 : Demi-finaliste de la Copa Sudamericana
- 2008 : L'Atletico Paranaense bat le record du nombre de victoires consécutifs en championnat (12 victoires)
- 2011 : Relégation en Serie B, le club réussit la remontée directe en fin de saison suivante.
- 2018 : Le club remporte son premier titre international, après avoir battu la formation colombienne de l'Atlético Junior en finale de la Copa Sudamericana.
- 2019 : Le club remporte sa première Coupe du Brésil en battant l'Internacional en finale.
- 2021 : Le club remporte sa deuxième Copa Sudamericana[2].

## Logos
| Logos     | Logos | Logos     | Logos     | Logos     | Logos     | Logos       |
| 1924–1934 | 1934  | 1934–1988 | 1989–1996 | 1997–2001 | 2002–2018 | depuis 2019 |
| --------- | ----- | --------- | --------- | --------- | --------- | ----------- |

## Palmarès
| Compétitions nationales | Compétitions internationales |
| - Championnat du Brésil (1) : - Champion : 2001. - Vice-champion : 2004. - Championnat du Brésil de deuxième division (1) : - Champion : 1995. - Vice-champion : 1990. - Coupe du Brésil (1) : - Vainqueur : 2019 - Finaliste : 2013 et 2021. - Championnat du Paraná (28) : - Champion : 1925, 1929, 1930, 1934, 1936, 1940, 1943, 1945, 1949, 1958, 1970, 1982, 1983, 1985, 1988, 1990, 1998, 2000, 2001, 2002, 2005, 2009, 2016, 2018, 2019, 2020, 2023 et 2024 | - Copa Libertadores : - Finaliste : 2005 et 2022 - Copa Sudamericana (2) : - Vainqueur : 2018 et 2021 - Coupe Levain (1) : - Vainqueur : 2019. - Recopa Sudamericana : - Finaliste : 2019 et 2022 |

## Entraîneurs
- 1995 - Hélio dos Anjos, Sérgio Cosme, Toinho, Zequinha et Pepe
- 1996 - Émerson Leão, Cabralzinho, Carlos Gainete et Evaristo de Macedo
- 1997 - Jair Pereira et Abel Braga
- 1998 - Abel Braga, Zequinha et João Carlos Costa
- 1999 - Antonio Clemente et Oswaldo Alvarez
- 2000 - Oswaldo Alvarez, Artur Neto, Riva et Antônio Lopes
- 2001 - Paulo César Carpegiani, Flávio Lopes, Mário Sérgio et Geninho
- 2002 - Geninho, Riva, Valdir Espinosa, Gilson Nunes et Abel Braga
- 2003 - Heriberto da Cunha, Lio Evaristo, Oswaldo Alvarez et Mário Sérgio
- 2004 - Mário Sérgio, Lio Evaristo et Levir Culpi
- 2005 - Casemiro Mior, Lio Evaristo, Edinho Nazareth, Borba Filho, Antônio Lopes et Evaristo de Macedo
- 2006 - Lothar Matthäus, Vinícius Eutrópio, Leandro Niehues, Givanildo Oliveira et Oswaldo Alvarez
- 2007 - Oswaldo Alvarez, Antônio Lopes et Ney Franco
- 2008 - Ney Franco, Roberto Fernandes, Mário Sérgio et Geninho
- 2009 - Geninho
- juin 2009 - juillet 2009 : Waldemar Lemos